# Giovanni Francesco da Rimini
Pour les articles homonymes, voir Rimini (homonymie).
Giovanni Francesco da Rimini (voire Maître des scènes de la Vie de la Vierge)  (Rimini, 1420 - Bologne, 1469) est un peintre italien du XVe siècle.

## Biographie
Il est noté présent à Padoue en 1441 et 1442.

## Œuvres
- La Charité de saint Nicolas de Bari (entre 1450 et 1470), musée du Louvre (élément de la prédelle d'un retable  avec probablement deux autres panneaux, Saint Nicolas empêchant l'exécution des trois soldats injustement condamnés à mort, Musée Jacquemart-André à Paris, et un Miracle de saint Jacques le Majeur, musée du Vatican, Rome.)
- Nativité, Musée du Petit Palais (Avignon).

- On lui attribue les panneaux  du retable polyptyque démembré et dispersé du cycle de la Vie de la Vierge à l'huile de bois, dont il ne subsiste que les 12 panneaux conservés au Musée du Louvre (sans le panneau central de L'Annonciation au Columbia Museum of Art, Columbia, SC, USA)[2]:  
  - L'Ange apparaît à Joachim
  - La Naissance de la Vierge
  - La Présentation de la Vierge au Temple
  - La Vierge montant les degrés du Temple
  - Saint Joseph et les prétendants
  - La Mariage de la Vierge
  - La Visitation
  - La Nativité
  - La Présentation de Jésus au Temple
  - La Circoncision
  - La Fuite en Égypte
  - Jésus parmi les docteurs.

## Sources
- Base Joconde du musée du Louvre